# Museu do ABBA
O Museu do ABBA – em sueco Abbamuseet, e em inglês ABBA The Museum – é uma exposição interativa dedicada ao grupo musical sueco ABBA. Está localizada em Djurgården, na parte central da cidade de Estocolmo e foi inaugurada em 7 de maio de 2013.Apesar do nome, o Museu do ABBA não é, tecnicamente, um museu, pois não possui acervo, não conduz pesquisa e possui fins lucrativos. O Museu do ABBA não é um membro do International Council of Museums (ICOM - Comitê Internacional de Museus) ou da Riksförbundet Sveriges museer (Associação de Museus Suecos).

## História

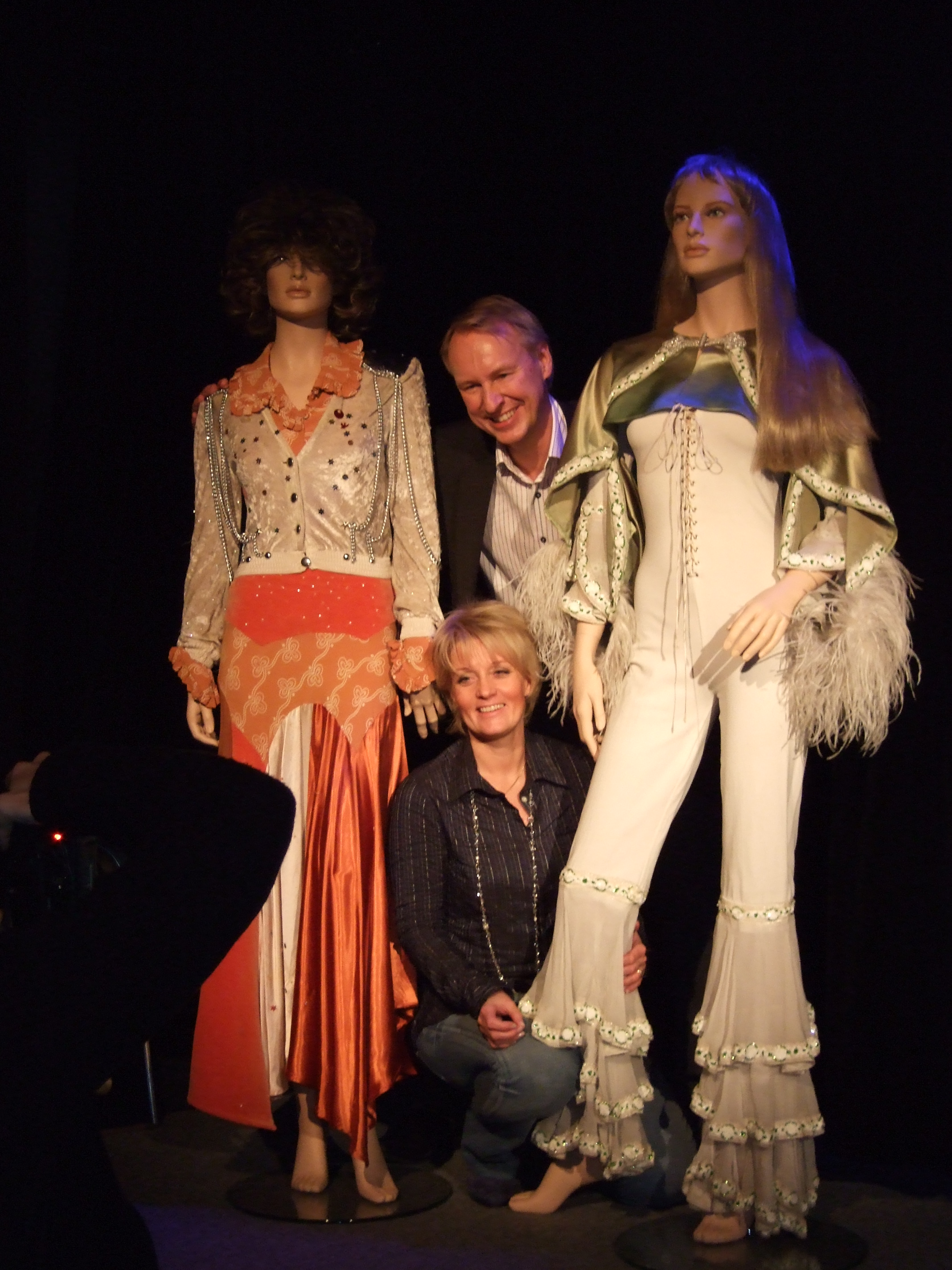
Os idealizadores do museu, Ewa Wigenheim-Westman e Ulf Westman, posando ao lado de estátuas de cera de Anni-Frid Lyngstad e Agnetha Fältskog.

Os planos para uma exposição dedicada ao ABBA em Estocolmo, inspirada pela exposição permanente The Beatles Story, em Liverpool, foram anunciados pelos fundadores Ulf Westman e Ewa Wigenheim-Westman em 2006. A exposição estava prevista para inaugurar em 2008, e os organizadores estimavam que ela atrairia, anualmente, 500 mil visitantes.
A exposição estaria localizada no antigo prédio da aduana, no porto de Estocolmo. Após vários anos de problemas financeiros, o projeto foi abandonado em 2009, e o prédio foi designado para abrigar um novo centro de exposição de fotografia contemporânea, chamado Fotografiska.
Novos planos para uma exposição permanente do ABBA foram anunciados em 3 de outubro de 2012. A exposição "ABBA The Museum" é o lar permanente da exibição viajante ABBAWORLD, que passou pela Europa e Austrália entre os anos de 2009 e 2011, e conta com roupas de palco doadas pelos membros da banda, além de estações de áudio e vídeo que permitem aos visitantes tocar e cantar as músicas do ABBA. 
A exposição está localizada em um edifício perto do parque temático Gröna Lund, na ilha de Djurgården.

## Atrações
- O piano de Benny - Um piano conectado ao piano de Benny Andersson, em sua casa, que toca sozinho quando Benny o faz.
- Waterloo - Uma seção feita para se parecer com a cidade de Brighton durante o Festival Eurovisão da Canção de 1974, quando a música Waterloo (canção) foi a vencedora. Possui uma coleção com vários itens desse evento.
- The Polar Studio - Uma réplica do estúdio onde o ABBA gravou a maioria de suas canções.
- The Folkpark - Uma réplica do parque onde Benny Andersson e Björn Ulvaeus se conheceram.
- Audio Guides - Uma visita guiada por áudio, narrada por Catherine Johnson, autora do roteiro de Mamma Mia! (filme).
- Ring Ring - Um telefone especial, do qual apenas os quatro ex-membros do ABBA sabem o número.

## Galeria

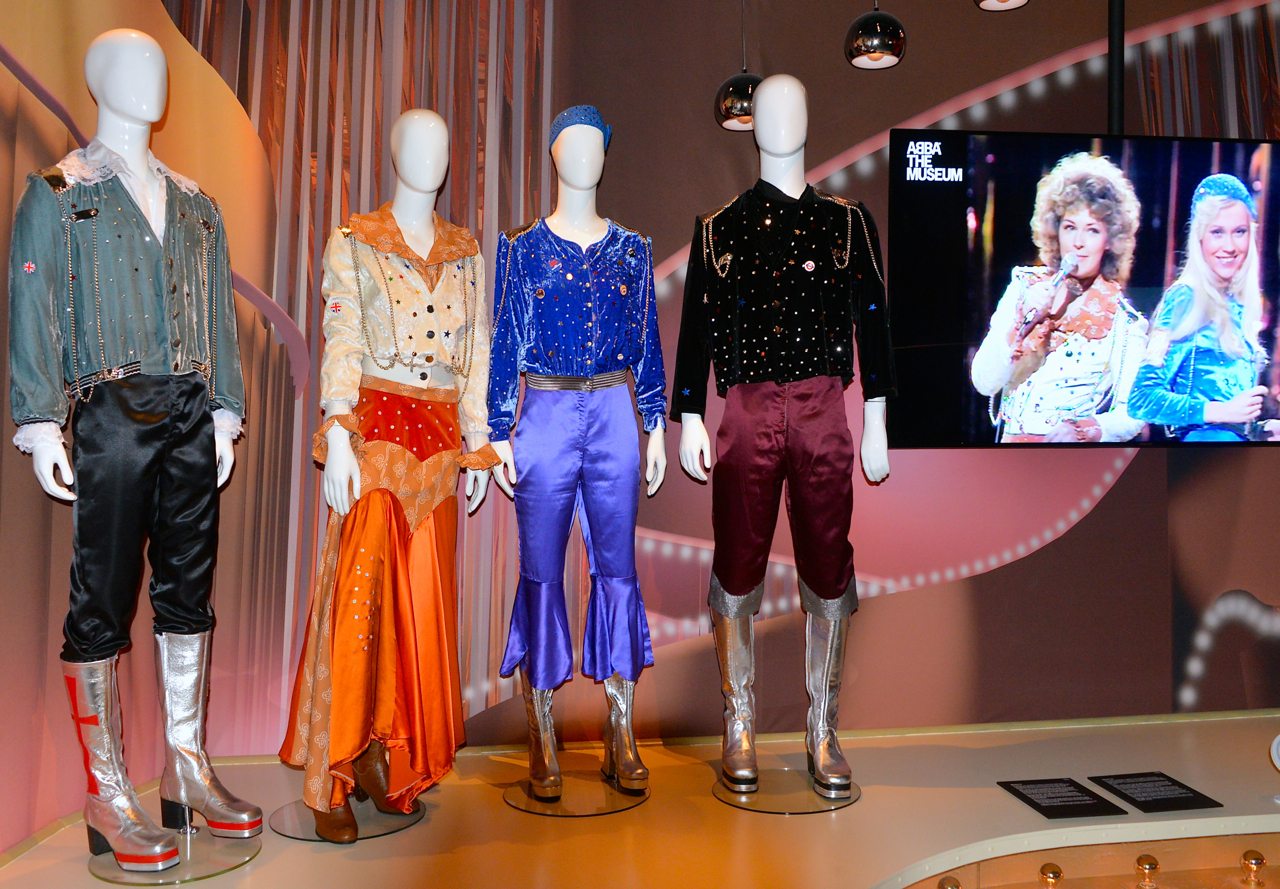
Manequins vestindo as conhecidas roupas da banda que aparecem no álbum Waterloo.
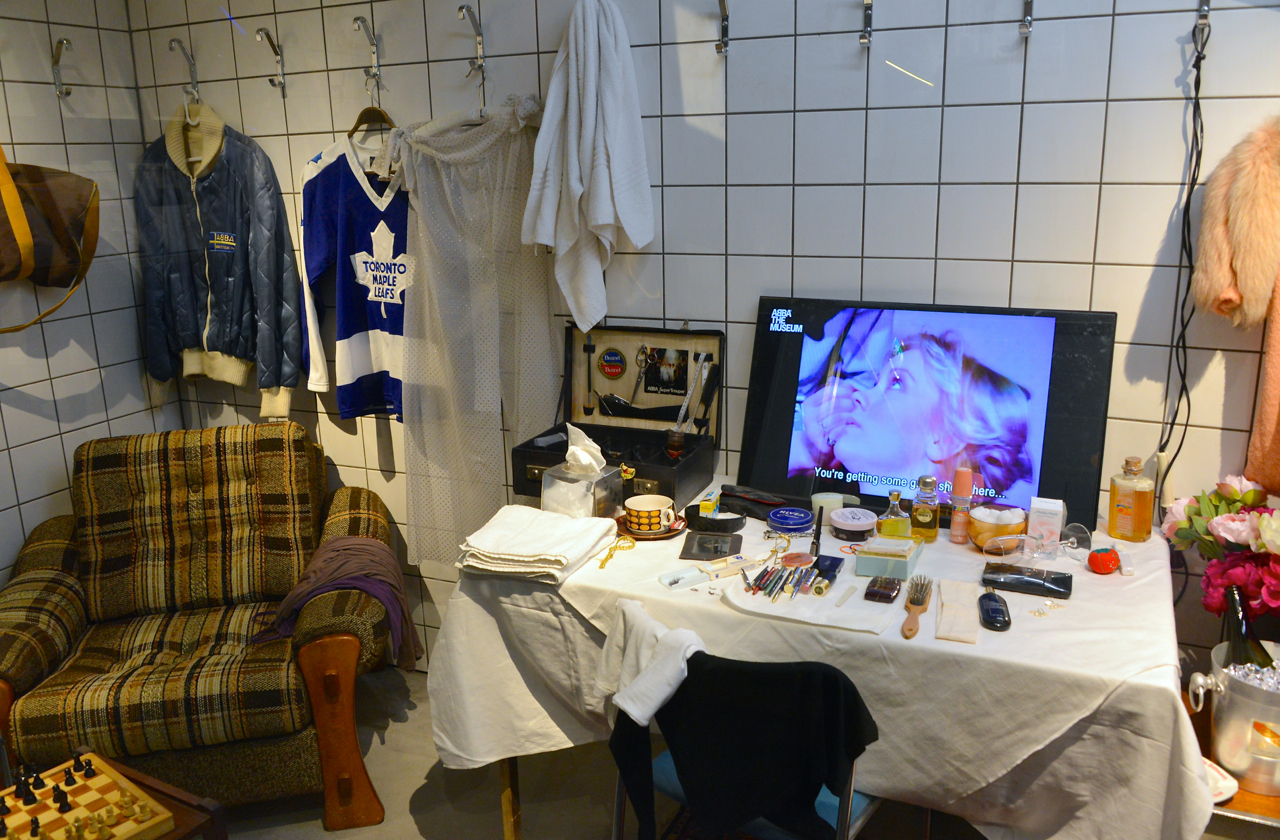
Recriação de um camarim do ABBA.
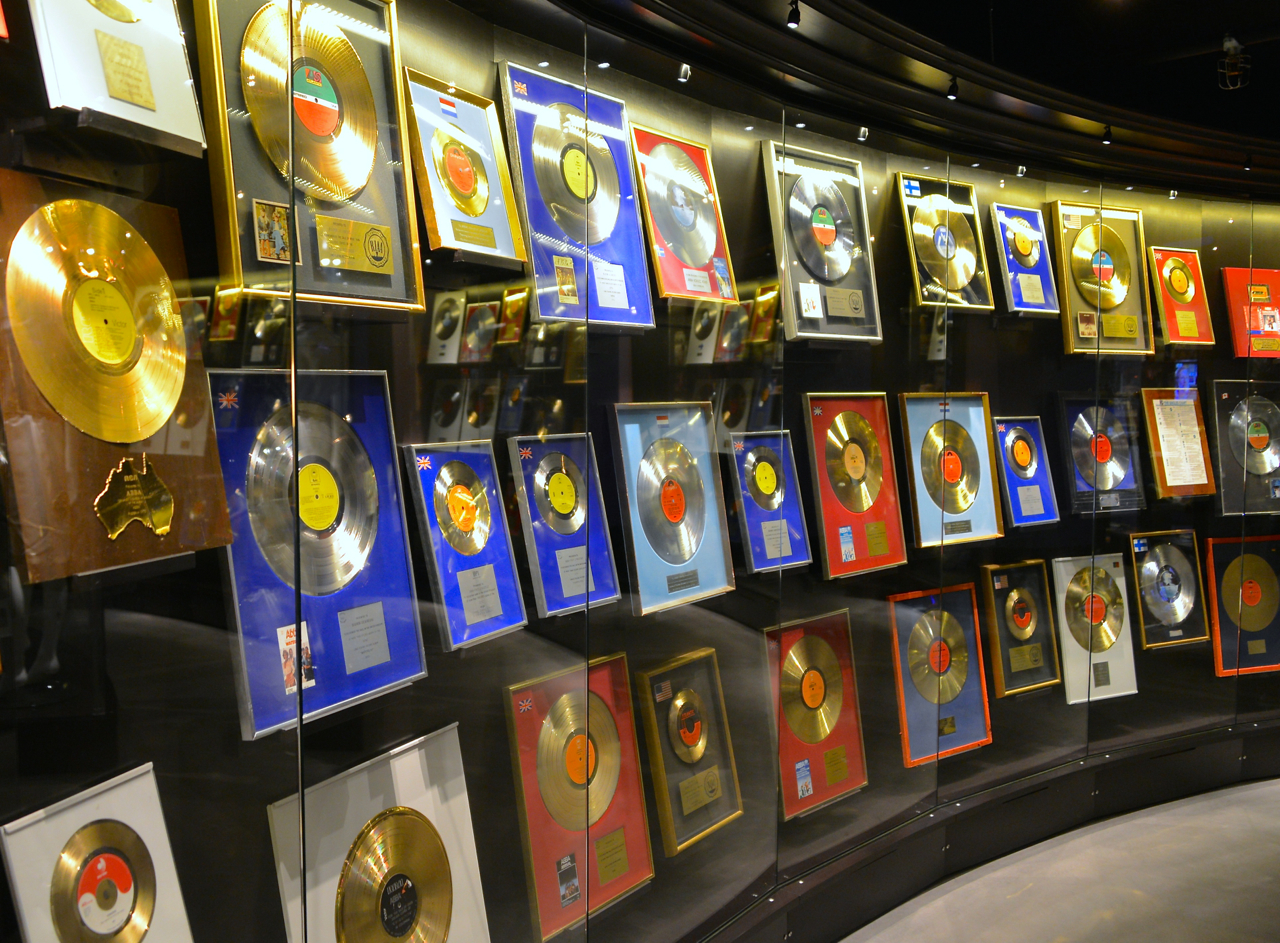
Galeria das certificações de discos recebidas pela banda em diversos países.
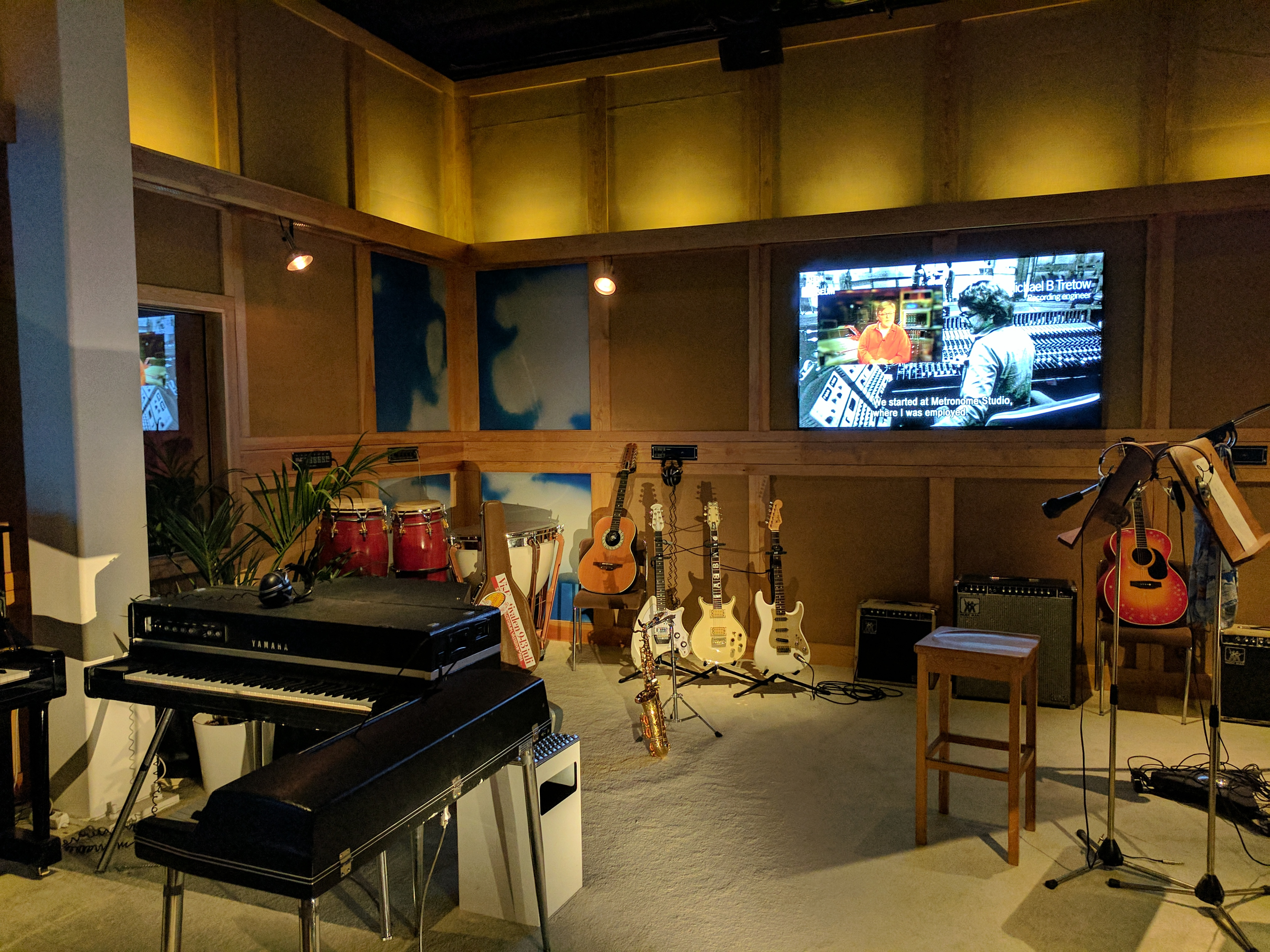
Recriação da Polar Studios, gravadora da banda.
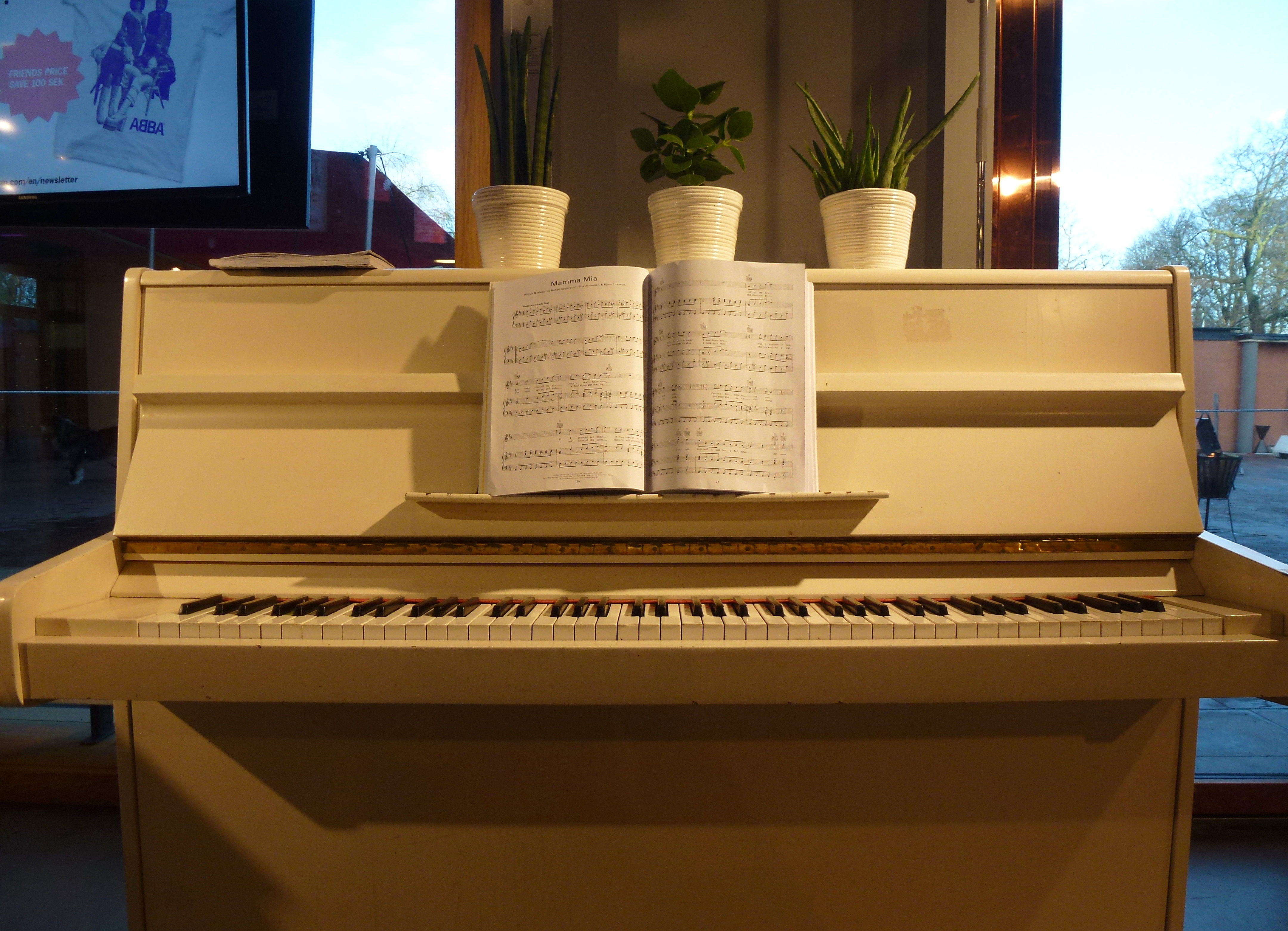
O piano de Benny, que "toca sozinho".
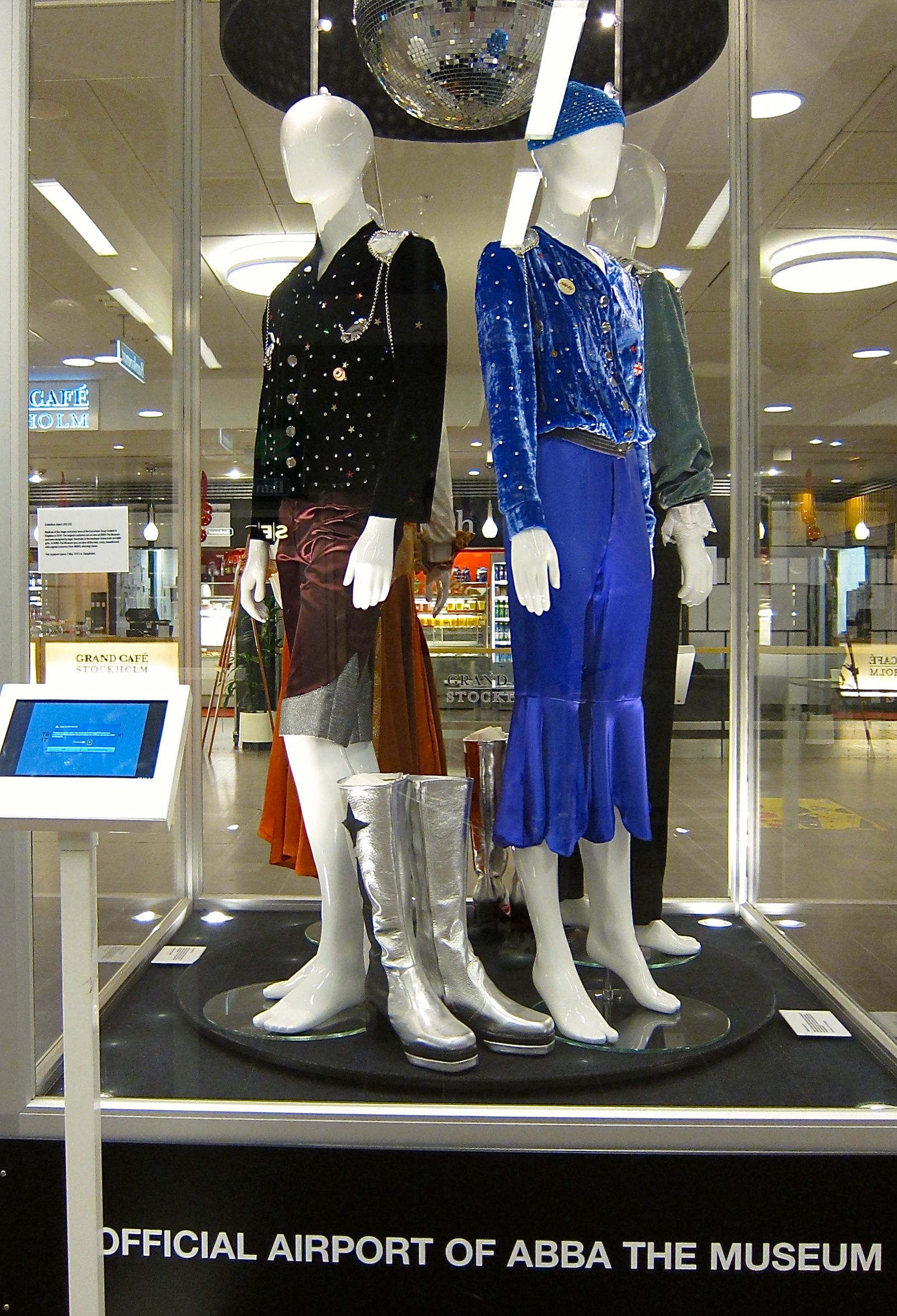
Marketing do Museu no Aeroporto de Arlanda, em Estocolmo.